# Жіноча збірна Швеції з хокею із шайбою
Жіноча збірна Швеції з хокею із шайбою (швед. Sveriges damlandslag i ishockey) — національна команда Швеції, що представляє країну на міжнародних змаганнях з хокею із шайбою. Опікується командою Шведський хокейний союз. Команда є однією з найуспішніших хокейних дружин у світі, тому в світовому рейтингу ІІХФ (IIHF), нині займає п'яте місце. Хокеєм у країні займається 3,434 жінок.

## Історія
Шведська збірна традиційно посідає четверте місце серед жіночих команд у світі, позаду Канади, США та Фінляндії. Проте, команда показує стабільне поліпшення результатів з 2001 року, вигравши бронзові медалі на Зимових Олімпійських іграх 2002, чемпіонаті світу 2005 та 2007 років, а також срібні медалі на Зимових Олімпійських іграх 2006 року. Головний тренер Ніклас Гегберг став одним із найуспішніших тренерів, 31 серпня 2011, шведки вперше переграли збірну Канади 6:4.

## Цікаві факти
- Швеція стала першою командою в історії хокею, крім Канади та США, яка виступала у фіналах жіночих хокейних турнірів.
- 7 листопада 2008, у Лейк-Плесіді, Швеція перемогла Канаду 2:1 в овертаймі, це була перша перемога європейської збірної над збірною Канади у Кубку 4 Націй.

## Результати

### Виступи на чемпіонатах Європи
- 1989 – Срібні медалі
- 1991 – Срібні медалі
- 1993 – Срібні медалі
- 1995 – Срібні медалі
- 1996 – Золоті медалі

### Виступи на чемпіонатах світу
- 1990 – 4 місце
- 1992 – 4 місце
- 1994 – 5 місце
- 1997 – 5 місце
- 1999 – 4 місце
- 2000 – 4 місце
- 2001 – 7 місце
- 2004 – 4 місце
- 2005 – Бронзові медалі
- 2007 – Бронзові медалі
- 2008 – 5 місце
- 2009 – 4 місце
- 2011 – 5 місце
- 2012 – 5 місце
- 2013 – 7 місце
- 2015 – 5 місце
- 2016 – 5 місце
- 2017 – 6 місце
- 2019 – 9 місце
- 2022 – 7 місце
- 2023 – 6 місце
- 2024 – 7 місце
- 2025 – 6 місце

### Виступи на Олімпійських іграх
- 1998 – 5-е місце
- 2002 – Бронзові медалі
- 2006 – Срібні медалі
- 2010 – 4-е місце
- 2014 – 4-е місце
- 2018 – 7-е місце
- 2022 – 7-е місце

### Кубок 4 Націй
- 2000 – 4-е місце
- 2001 – Бронзові медалі
- 2002 – 4-е місце
- 2003 – 4-е місце
- 2004 – Бронзові медалі
- 2005 – 4-е місце
- 2006 – Бронзові медалі
- 2007 – 4-е місце
- 2008 – Бронзові медалі
- 2009 – Бронзові медалі
- 2010 – 4-е місце
- 2011 – 4-е місце
- 2012 – Бронзові медалі
- 2013 – 4-е місце